# Teatro Eleonora Duse (Genova)
Il Teatro Eleonora Duse, noto più semplicemente anche come Teatro Duse, è un teatro italiano, con sede a Genova, intitolato all'attrice Eleonora Duse. Dal 2018 fa parte delle sale ufficiali del Teatro Nazionale di Genova.
Situato a pochi metri da piazza Corvetto e da un altro teatro storico, il Politeama Genovese (anch'esso parte fino agli anni 1990 del teatro stabile, e poi gestito da una società privata), il teatro Duse dispone di cinquecento posti. È la più antica fra le strutture stabili parte del Teatro Nazionale (ex Stabile di Genova, ente pubblico per gli spettacoli di teatro di prosa fondato nel 1951 e operativo dal 1955 sotto la direzione di Ivo Chiesa).

## Storia

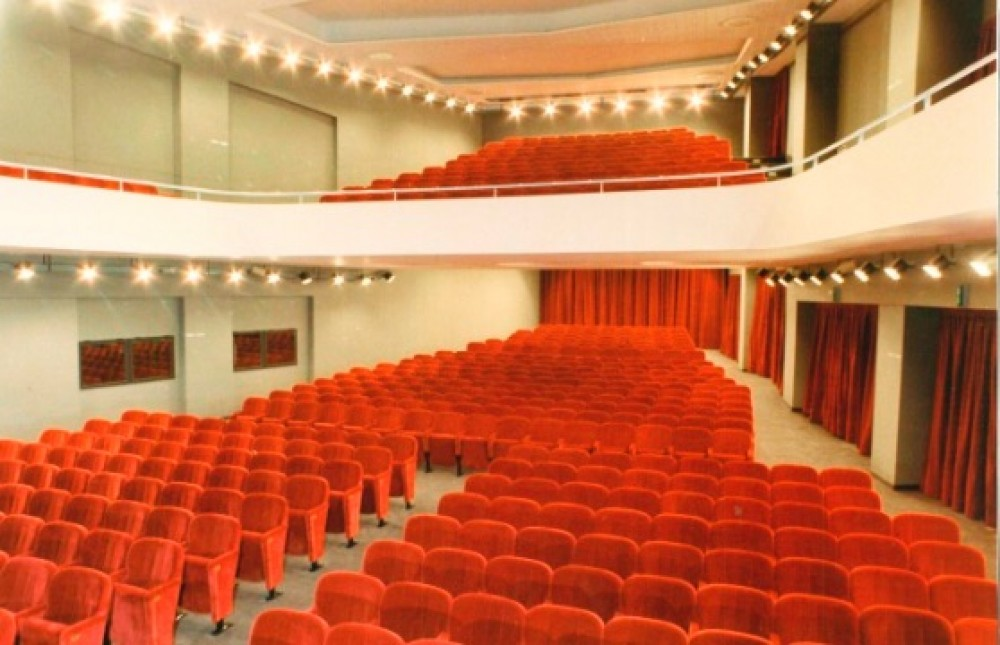
La platea e i loggioni del Teatro Duse

La storia del teatro Duse risale al periodo fra gli anni quaranta e cinquanta, quando il capoluogo ligure era alla ricerca di nuovi spazi per dare vita ad una ripresa artistico-culturale dopo la seconda guerra mondiale; tale ricerca di spazi vedeva in concorrenza numerose compagnie concorrenti allora operanti sul territorio. La struttura prende il nome da una sala quasi omonima attiva nell'immediato secondo dopoguerra a piazza Tommaseo: il piccolo teatro Eleonora Duse, già sede della compagnia filodrammatica Dicea.
Come piccolo teatro, il Duse di piazza Tommaseo rimase in attività nelle stagioni tra il 1947 e il 1950 con un proprio repertorio, mentre la compagnia sperimentale che fino allora lo occupava - trasferita ad altra sede - proseguiva la propria attività sotto la guida dei maestri Giannino Galloni e Giulio Cesare Castello, fino ad assumere il nome di teatro d'arte della Città di Genova e a trasformarsi in compagnia stabile.
Grazie all'apporto di attori professionisti, poterono essere rappresentati nella nuova sala Postelegrafonici di piazza De Ferrari autori e testi di importanza quali la Mandragola di Niccolò Machiavelli, Le notti dell'ira di Armand Salacrou e La questione russa di Kostantin Simonov. L'esperienza "stabile" ebbe peraltro vita breve e il gruppo, privo di sede, decise di rientrare nell'alveo del piccolo teatro Duse guidato dall'impresario Aldo Trabucco.
Una possibilità per mettere d'accordo tutti, agli albori degli anni Cinquanta, sembrò essere la disponibilità della nuova struttura - il teatro Duse di via Bacigalupo - realizzata proprio nelle adiacenze della sala Politeama Genovese gravemente danneggiata dai bombardamenti su Genova del 1941-42 e in via di ricostruzione. Ma divergenze di carattere artistico ostacolarono il decollo della nuova realtà. Occorrerà infatti attendere il 1954 per avere l'inaugurazione del teatro Duse, con la rappresentazione dello spettacolo L'amo di Fenisa di Lope de Vega. E altri due anni dovranno trascorrere prima che, sotto la direzione di Ivo Chiesa, si potesse giungere al battesimo vero e proprio del teatro stabile della Città di Genova - Eleonora Duse.
Nel marzo del 2018 è entrato a far parte delle sale ufficiali del Teatro Nazionale di Genova.

## Cartellone
Nel corso delle diverse stagioni il teatro Duse ha visto calcare il proprio palcoscenico dalle maggiori compagnie di prosa italiane e, per lungo tempo, è stato considerato - con le sue attività culturali collaterali fatte di incontri, conferenze, letture e dibattiti - una sorta di "Piccolo", secondo soltanto al teatro milanese diretto da Paolo Grassi e Giorgio Strehler.
Fra i maggiori registi che hanno lavorato per questo teatro: Luigi Squarzina, Alessandro Fersen, Mario Ferrero ed Enrico Maria Salerno (spesso presente anche in veste di attore).
Fra gli interpreti: Tino Buazzelli, Alberto Lionello, Lina Volonghi (che nella sua città natale ha portato in scena una versione dell'adattamento de La bocca del lupo di Remigio Zena), Evi Maltagliati, Valentina Fortunato, Tino Bianchi e Gianrico Tedeschi.
Il teatro Duse propone un cartellone autonomo, articolato su un numero variabile di spettacoli da stagione a stagione, ma sempre oscillante intorno alle venti/venticinque rappresentazioni annue.